# Sintung
Sintung is een bestuurslaag in het regentschap Centraal-Lombok van de provincie West-Nusa Tenggara, Indonesië. Sintung telt 12.534 inwoners (volkstelling 2010).